# Бруннер, Андрей Осипович
Андрей Осипович Бруннер (1814—1894) — русский военачальник, генерал от инфантерии.

## Биография
Родился 14 ноября 1814 года. С трёх лет воспитывался в Брянске.
В 1833 году окончил Московский кадетский корпус с малой серебряной медалью. Вторым за всю историю этого учебного заведения он удостоился особенной чести — его имя было высечено на выставленной в рекреационной зале корпуса мраморной доске, куда Высочайше было повелено заносить имена «отличнейших из числа выпускных воспитанников».
Выпущенный в Лейб-гвардии Павловский полк, Андрей Бруннер служил в Санкт-Петербурге до 1843 года. За это время окончил (также с серебряной медалью) Императорскую военную академию (1838).
В 1843 году в чине штабс-капитана был командирован на Кавказ, где произведён в полковники.
С 1848 по 1854 годы — командир Брестского полка. В 1852 году был произведен в генерал-майоры, позже назначен начальником 9-й пехотной дивизии.
Участник Крымской войны (1853—1856 годы). С 1857 по 1861 годы командовал обезглавленной в последнем бою за Севастополь 9-й пехотной дивизией, где под его началом оказались Брянский и Севский пехотные полки.
C 1864 по 1872 годы Бруннер был начальником 28-й пехотной дивизии.
Был командующий войсками Казанского военного округа с 1872 по май 1882 года — сначала в чине генерал-лейтенанта, а с 30 августа 1873 года — генерала от инфантерии.
Умер в 1894 году.

## Награды
- Награждён орденом Св. Георгия 4-й степени (№ 9274; 30 ноября 1853).
- Также награждён орденами Св. Владимира 4-й степени с бантом (1846), Св. Станислава 1-й степени и Св. Анны 1-й степени.